# Gallipolis Ferry (Virginia Occidental)
Gallipolis Ferry es un lugar designado por el censo ubicado en el condado de Mason en el estado estadounidense de Virginia Occidental. En el Censo de 2010 tenía una población de 817 habitantes y una densidad poblacional de 113,84 personas por km².

## Geografía
Gallipolis Ferry se encuentra ubicado en las coordenadas 38°46′28″N 82°12′15″O / 38.77444, -82.20417. Según la Oficina del Censo de los Estados Unidos, Gallipolis Ferry tiene una superficie total de 7.18 km², de la cual 5.89 km² corresponden a tierra firme y (17.9%) 1.28 km² es agua.

## Demografía
Según el censo de 2010, había 817 personas residiendo en Gallipolis Ferry. La densidad de población era de 113,84 hab./km². De los 817 habitantes, Gallipolis Ferry estaba compuesto por el 98.53% blancos, el 0% eran afroamericanos, el 0.24% eran amerindios, el 0% eran asiáticos, el 0% eran isleños del Pacífico, el 0% eran de otras razas y el 1.22% pertenecían a dos o más razas. Del total de la población el 0.98% eran hispanos o latinos de cualquier raza.